# Maren Günter
Maren Günter (* 27. Juli 1976 in Baiersbronn) ist eine ehemalige deutsche Skirennläuferin. Sie wurde 1999 Deutsche Meisterin im Riesenslalom und gewann die Silbermedaille in der Kombination bei den Juniorenweltmeisterschaften 1995.

## Karriere
Die ersten größeren Erfolge erzielte Günter bei den Juniorenweltmeisterschaften 1995 im norwegischen Voss. Mit Platz fünf in der Abfahrt, Platz sechs im Slalom und Rang neun im Riesenslalom gewann sie hinter der Schweizerin Marlies Oester die Silbermedaille in der Kombination.
Ab Januar 1996 startete Günter im Weltcup. Da sie aber in keinem ihrer Rennen punktete oder den zweiten Durchgang erreichte, kam sie ab Januar 1997 wieder ausschließlich im Europacup zum Einsatz. In der Saison 1998/99 erzielte sie mit insgesamt fünf Top-10-Platzierungen jeweils den achten Rang in der Slalom- und Riesenslalomwertung und damit ihre besten Gesamtergebnisse im Europacup. Im März 1999 wurde sie Deutsche Meisterin im Riesenslalom vor Annemarie Gerg und Hilde Gerg und Vizemeisterin im Super-G hinter Regina Häusl. Ein Jahr später wurde sie hinter Martina Ertl deutsche Vizemeisterin im Riesenslalom.
Von Januar 1999 bis zum Ende der Saison 1999/2000 startete Günter in den Disziplinen Slalom und Riesenslalom auch wieder im Weltcup, konnte sich aber weiterhin in keinem Rennen für den zweiten Durchgang qualifizieren. Nach der Saison 2000/01, in der sie auch im Europacup nicht mehr in die Punkteränge fuhr, beendete Günter ihre Karriere.

## Sportliche Erfolge

### Juniorenweltmeisterschaften
- Monte Campione 1993: 22. Slalom, 41. Super-G
- Lake Placid 1994: 15. Super-G, 18. Abfahrt, 19. Riesenslalom
- Voss 1995: 2. Kombination, 5. Abfahrt, 6. Slalom, 9. Riesenslalom

### Europacup
- Saison 1998/99: 8. Slalomwertung, 8. Riesenslalomwertung

### Deutsche Meisterschaften
- Deutsche Meisterin im Riesenslalom 1999